# Дичків (зупинний пункт)
Ди́чків — пасажирський залізничний зупинний пункт Тернопільської дирекції Львівської залізниці.
Розташований у селі Дичків, Тернопільський район Тернопільської області на лінії Тернопіль — Підволочиськ між станціями Тернопіль (10 км) та Бірки-Великі (4 км).
Станом на травень 2019 року щодня чотири пари електропотягів прямують за напрямком Підволочиськ — Тернопіль-Пасажирський.